# Harav
Harav (in armeno Հարավ ?, in azero Harov) è una comunità rurale del distretto di Xocalı in Azerbaigian, facente parte fino al 2023 della regione di Askeran nella repubblica di Artsakh (fino al 2017 denominata repubblica del Nagorno Karabakh).
Conta circa trecento abitanti e sorge prossima alla strada che collega Martuni alla capitale Step'anakert, a pochi chilometri da questa.